# Zastražišće
Zastražišće falu Horvátországban, Hvar szigetén. Közigazgatásilag Jelsához tartozik.

## Fekvése
Splittől légvonalban 52 km-re délkeletre, Jelsától légvonalban 12, közúton 19 km-re keletre, a Hvar sziget középső részén, a szigete átszelő 116-os út mentén fekszik. Településrészei: Mola Bonda, Podstrana, Donje Polje és Grudac, melyeket olajfa-, szőlő- és levendulaültetvények öveznek. Innen közelíthető meg a sziget északi részének számos öble. Nyugatról kelet felé haladva a Vela Stiniva, Stanji Mir, Sinjava, Dubac, Kjušna, Kruševa és a Pokrvenik. Vela Stiniva, Pokrevnik és Dubac kivételével a téli időszakban valamennyi lakatlan, de a Dubac-öbölben is csak egy ember él, az ismert halász Ignacije Zaninović Fantazija nevű hajójával.

## Története
A település nevét arról az őrhelyről (stražište) kapta, amely a felette emelkedő 305 méter magas Vela Glava csúcsán állt. A Vela Glava a térség domináns magaslati pontja, ahonnan be lehetett látni a Makarskai riviérát, Hvar szigetének nagy részét, a Pelješac-félszigetet és Korčula szigetét. Zastražišće magyarul annyit jelent, hogy őrhely alatti hely. A vela Glava csúcsán már az ókorban illír erődítmény állt. A második tornyot az Angelini család építette, hogy a váratlan kalóztámadásokat előre lehessen jelezni. A 15. századtól szigettel együtt a Velencei Köztársaság fennhatósága alá tartozott. Plébániatemplomát 1579-ben említik. A velencei uralomnak 1797-ben vége szakadt és osztrák csapatok vonultak be Dalmáciába. 1806-ban a sziget az osztrákokat legyőző franciák uralma alá került, de Napóleon lipcsei veresége után újra az osztrákoké lett. 1857-ben 219, 1910-ben 628 lakosa volt. 1918-ban az új szerb-horvát-szlovén állam, majd később Jugoszlávia része lett. A II. világháború után a szocialista Jugoszláviához került. A 20. század közepétől lakói a szőlőtermesztés mellett a levendula termesztésére tértek át. 1991-től a független Horvátország része. 2011-ben 177 lakosa volt. A településnek több étterme, valamint iskolája, postája, temploma, temetője van.

## Népesség
| Lakosság változása | Lakosság változása | Lakosság változása | Lakosság változása | Lakosság változása | Lakosság változása | Lakosság változása | Lakosság változása | Lakosság változása | Lakosság változása | Lakosság változása | Lakosság változása | Lakosság változása | Lakosság változása | Lakosság változása | Lakosság változása |
| ------------------ | ------------------ | ------------------ | ------------------ | ------------------ | ------------------ | ------------------ | ------------------ | ------------------ | ------------------ | ------------------ | ------------------ | ------------------ | ------------------ | ------------------ | ------------------ |
| 1857               | 1869               | 1880               | 1890               | 1900               | 1910               | 1921               | 1931               | 1948               | 1953               | 1961               | 1971               | 1981               | 1991               | 2001               | 2011               |
| 219                | 493                | 497                | 481                | 520                | 628                | 625                | 638                | 597                | 618                | 564                | 421                | 328                | 300                | 230                | 177                |

## Nevezetességei
- Szent Miklós tiszteletére szentelt plébániatemploma mai formájában a 19. században épült, egy kis dombon áll. A templomot már 1579-ben említi írásos forrás.

- Szent Borbála tiszteletére szentelt templomát[4] a 15. században építették, 1621-ben megújították. A település legrégebbi szakrális épülete. Az egyhajós boltíves templom téglalap alaprajzú, félköríves apszissal. Faragott kőből épült, fala vakolt, tetejét pedig kőlapok borították. A főhomlokzat tengelyében egy egyszerű portál található, mellette pedig egy kisebb négyzet alakú ablak. A portál fölött egy kis körablak és egy karcsú falazott harangdúc található, mely ma harang nélkül áll. 1774-ben a templomba új oltárképet vásároltak. Az oltáron Szent Borbála és Szent Katalin szobrai állnak. Valószínűleg velencei alkotások a 17. századból.

- Hvar szigetének északi oldalán a Pokrivenik-öbölben egy őskori barlang található. A barlang bejárata 20 m magas, mely már az öböl bejáratától is látható. Hosszúsága 27 m, szélessége a barlang tengelyében 11 m, maximális magassága 17,50 m. A fő terem kelet-nyugati irányban nyúlik el, talajszintje lejtős. A barlang közepén egy 2 m magas és széles kőtömb található, amelynek keleti oldalán fülke található. A barlangban állatcsontokat, tengeri csigákat, kagylókat, a Hvar I, Hvar II és a Hvar V típusú őskori kerámiák töredékeit, valamint két kicsi és egy nagy szekercét, valószínűleg kultikus tárgyakat találtak. A barlang az újkőkorban és a bronzkorban is lakott volt.[5]

## Fordítás
Ez a szócikk részben vagy egészben  a   Zastražišće című horvát Wikipédia-szócikk ezen változatának fordításán alapul.  Az eredeti cikk szerkesztőit annak laptörténete sorolja fel. Ez a jelzés csupán a megfogalmazás eredetét és a szerzői jogokat jelzi, nem szolgál a cikkben szereplő információk forrásmegjelöléseként.